# Håkon Evjen
Håkon Evjen (anglisiert: Haakon Evjen; * 14. Februar 2000 in Narvik) ist ein norwegischer Fußballspieler, der seit Januar 2024 beim norwegischen Erstligisten FK Bodø/Glimt unter Vertrag steht. Der Flügelspieler ist seit November 2020 norwegischer Nationalspieler.

## Karriere

### Verein
Evjen begann mit dem Fußballspielen beim FK Mjølner in seiner Heimatstadt Narvik und galt bereits in jungen Jahren als das größte Talent der Region. Mit 15 Jahren debütierte er in der ersten Mannschaft und bereits im Alter von 16 Jahren gehörte er zu den Leistungsträgern des Viertligisten und geriet so in den Fokus von höherklassigen Vereinen.
Im September 2016 wechselte er in die Nachwuchsabteilung des Zweitligisten FK Bodø/Glimt. Bereits ein Jahr später unterzeichnete er bei den Nordnorwegern seinen ersten professionellen Vertrag, war aber weiterhin nur für die Reserve im Einsatz. Am 22. Oktober 2017 (28. Spieltag) debütierte er beim bereits aufgestiegenen Verein, als er beim 4:1-Auswärtssieg gegen den FK Jerv in der zweiten Halbzeit für Jens Petter Hauge eingewechselt wurde. In den zwei weiteren Ligaspielen der Saison 2017 kam er jeweils als Einwechselspieler zum Einsatz.
In der weiteren Spielzeit 2018 etablierte er sich als Rotationsspieler bei Glimt. Am 27. Mai (12. Spieltag) erzielte er beim 4:0-Heimsieg gegen Ranheim Fotball sein erstes Tor im professionellen Fußball. In diesem Spieljahr kam er in 15 Ligaspielen zum Einsatz, in denen er einen Treffer erzielte. In der Saison 2018 gelang im in der höchsten norwegischen Spielklasse der Durchbruch. Zuerst gelang ihm der Durchbruch in der Startformation Glimts. Nach der Hinrunde hatte der Flügelspieler bereits vier Tore und drei Vorlagen am Konto und stand mit seinem Verein überraschend auf dem ersten Tabellenplatz. Am 5. August (16. Spieltag) markierte er beim 3:1-Auswärtssieg gegen Strømsgodset IF seinen ersten Doppelpack. In der Folge konnte Evjen seine Torausbeute weiter verbessern und knackte am 29. September beim 4:0-Heimsieg gegen Tromsø IL die Zehn-Tore-Marke. Das Spieljahr beendete Evjen mit 13 Toren und sechs Vorlagen in 29 Ligaspielen.
Bereits im September 2019 wurde sein Wechsel zum niederländischen Ehrendivisionär AZ Alkmaar bekanntgegeben, wo zum Stichtag 1. Januar 2020 einen 4-1/2-Jahres-Vertrag antrat. Sein Ligadebüt bestritt er am 31. Januar 2020 (21. Spieltag) beim 4:0-Heimsieg gegen den RKC Waalwijk, als er in der 65. Spielminute für Calvin Stengs eingewechselt wurde. In dieser aufgrund der COVID-19-Pandemie verkürzten Saison 2019/20 bestritt er drei Ligaspiele.
Im Januar 2023 wechselte Efjen zum dänischen Erstligisten Brøndby IF und unterzeichnete dort einen Vertrag bis 2027. Nach 26 Ligaspielen mit der Mannschaft kehrte er ein Jahr später Ende Januar 2024 zum FK Bodø/Glimt zurück, bei dem er einen Vertrag bis 2028 unterschrieb.

### Nationalmannschaft
Evjen repräsentierte sein Heimatland in diversen Juniorennationalmannschaften. Mit der U17 nahm er an der U17-Europameisterschaft 2017 in Kroatien teil. Im Jahr 2019 wurde er für den Kader der norwegischen U20-Auswahl zur U20-Weltmeisterschaft in Polen nominiert, bei der er in allen drei Gruppenspielen zum Einsatz kam. Beim 12:0-Sieg gegen Honduras bereitete er zwei der neun Treffer Erling Hålands vor. Ab September 2019 spielte er in der U21-Nationalmannschaft und nahm mit ihr an der U21-Europameisterschaft 2023 teil, bei der er bis zum Vorrundenaus der Mannschaft in einem Gruppenspiel zum Einsatz kam.
Im November 2020 debütierte er in der norwegischen A-Nationalmannschaft bei einem Nations-League-Spiel gegen Österreich, bei dem er in der Schlussphase eingewechselt wurde. Im Anschluss wurde er jedoch bislang nicht mehr für die Nationalmannschaft nominiert.

## Erfolge
- OBOS-ligaen: 2017

## Privates
Bereits Håkon Evjens Vater Andreas war professioneller Fußballspieler, der als linker Außenverteidiger für den FK Bodø/Glimt und Start Kristiansand spielte. Sein Zwillingsbruder Henrik steht aktuell beim FK Mjølner unter Vertrag.